# سیناب
سیناب نام روستایی از توابع بخش انابد شهرستان بردسکن در استان خراسان رضوی است. این روستا در دهستان درونه قرار دارد و براساس سرشماری سال ۱۳۸۵ جمعیت آن ۴۰ نفر (۹ خانوار) بوده است.